# Municipio de Red Hill (Carolina del Norte)
El municipio de Red Hill (en inglés: Red Hill Township) es un municipio ubicado en el  condado de Mitchell en el estado estadounidense de Carolina del Norte. En el año 2010 tenía una población de 361 habitantes.

## Geografía
El municipio de Red Hill se encuentra ubicado en las coordenadas 36°1′50.41″N 82°15′9.46″O / 36.0306694, -82.2526278.